# Chavannes (Drôme)
Chavannes é uma comuna francesa na região administrativa de Auvérnia-Ródano-Alpes, no departamento de Drôme. Estende-se por uma área de 4,67 km². Em 2010 a comuna tinha 733 habitantes (densidade: 157 hab./km²).